# 史惟亮
史惟亮（1926年9月3日—1977年2月14日）中華民國作曲家、民族音樂學家。是臺灣近代音樂史上的代表性人物之一，對台灣的民族音樂付出許多貢獻。1977年因肺癌病逝，享年50歲。

## 生平

### 早年生活
史惟亮生於遼寧省营口市。在中日战争时期参加中国国民党「东北党务专员」，在地下作抗日工作，化名「石立」。十多歲時參加以印刷廠為掩護的地下情報工作，還曾被捕入獄。二次大战结束后，1949年原就讀北平藝專音樂系的史惟亮，因国共内战爆发，他以「流亡学生」的身份转到了臺湾省立师范学院音乐系二年級就讀，這期間參與「中國青年反共救國團」（中國青年救國團的前身）的藝術工作隊，積極參與各項勞軍活動，並曾創作《民國四十年大合唱》、《反共大合唱》等多首愛國歌曲。畢業後的史惟亮先後在省立臺北師範學校附屬小學、師大附中、桃園農校、省立基隆中學以及臺北師範學校任教，同時製作主持中國廣播公司「空中音樂廳」節目。

### 留學生涯
1955年，史惟亮通過教育部留學考試，然而當時的經濟狀況卻無法支付出國費用，在幾位好友籌錢幫助下終於順利成行。史惟亮進入西班牙馬德里音樂院主修作曲，但因教授們的年齡太大，讓一心追求最新知識的史惟亮感到失望。翌年（1959）透過天主教聖言會（Society of the Divine Word）神父歐樂思（Alois Osterwalder）的居中協助，順利取得獎學金，並轉至維也納音樂院就讀。隨後（1960年）又到德國斯圖加特（Stuttgart）向他孺慕已久的當代作曲大師約翰·大衛（Johann Nepomuk David，1895-1977）學習作曲。留歐期間，史惟亮為了撰寫一本關於匈牙利作曲家巴爾托克（Béla Bartók, 1881-1945）的中文傳記而四處蒐集資料，但在德國斯圖加特城的館藏書籍卻無法滿足他的需求，為此他還特地跑到維也納的圖書館，找齊了所有他需要的參考書籍、樂譜和唱片。
這六年的留學生涯，史惟亮為了支付在歐洲的開銷，曾在西班牙作礦工並弄壞了肺卻不自知，也曾在德國搬運貨物、在波昂電器工廠做工人。他在返國後也將其在歐洲遊學之經歷寫在《一個中國人在歐洲》一書。

### 音樂文化推動
1964年底，史惟亮結束六年的歐洲留學生涯返回臺灣，並在1965年於臺北創設「中國青年音樂圖書館」。史惟亮終其一生推動音樂教育與文化傳承，曾經擔任臺灣師大附中音樂科教師，台灣省立交響樂團團長、國立藝專音樂科主任，並且於1973年在台中雙十國中和光復國小創建音樂班，讓藝術向下扎根。同時史惟亮也十分重視民間歌謠與山地歌謠的採集，從1966年起就以音樂圖書館為中心，在花蓮縣採集民歌。保存了阿美族、賽夏族和極少數客家人與泰雅族的臺灣民族音樂，並發掘恆春民間說唱藝人陳達。。

## 作品
著名的曲目有：《諧和》（豎笛與長笛二重奏）、《小祖母》（獨唱曲）、《青玉案》（獨唱曲）、《國立臺灣師範大學附屬高級中學校歌》。

## 家庭
其子史擷詠亦為著名作曲家。

## 軼聞
史惟亮與名作家紀剛在抗日時期是東北地下抗日工作的同事，據紀剛所述，在其所著的抗戰諜報小說《滾滾遼河》中那位名叫史惟亮的角色，在現實生活中就是這位史惟亮。

## 外部連結
- 臺灣音樂家群像 史惟亮 （页面存档备份，存于）
- 【照片】 史惟亮與唐鎮合影  （页面存档备份，存于）

1. 1 2 3 4  . 史惟亮音樂數位典藏計劃. 國立台灣師範大學音樂數位典藏中心.   [2022-12-03]. （原始内容存档于2022-12-03）.
2. ↑  瘂弦 (编). . 臺北: 幼獅文化. 1978.
3. 1 2 3 4 5  吳嘉瑜. . 時報出版. 2002. ISBN 957-01-2134-3.
4. ↑  顏綠芬. . 戴寶村  (编). . 2020. ISBN 9789865444303.
5. ↑  公視. . 留聲：華人音樂家.   [2023-08-10]. （原始内容存档于2023-08-11）.
6. ↑  李志銘. . UDN鳴人堂.   [2022-12-04]. （原始内容存档于2022-12-04）.
7. ↑  呂鈺秀. . 傳藝Online.   [2023-08-10]. （原始内容存档于2023-08-10）.
8. ↑  黃朝琴. . 青年日報. 2020-09-17  [2023-08-10]. （原始内容存档于2023-08-11）.
9. ↑  吳嘉瑜. . 臺灣大百科全書. 2010-02-11  [2023-08-10]. （原始内容存档于2023-08-10）.
10. ↑  劉馬利. . IC之音. 2020-07-14  [2023-08-10]. （原始内容存档于2023-11-05）.